# Florence Arthaud
Pour les articles homonymes, voir Arthaud.
Florence Arthaud, née le 28 octobre 1957 à Boulogne-Billancourt et morte le 9 mars 2015 à Villa Castelli, en Argentine, est une navigatrice française.
Elle est la première Française à remporter la Route du Rhum en 1990.
Elle meurt dans un accident d'hélicoptère, dans la province de La Rioja, alors qu'elle participe au tournage de l'émission de télé-réalité Dropped, de TF1, en compagnie d'autres sportifs français.

## Biographie

### Jeunesse
Florence Monique Yvonne Arthaud naît dans la famille des éditeurs grenoblois Arthaud. Elle est la cadette des trois enfants de l'éditeur Jacques Arthaud (1932-2014), renommé durant les années 1960 et 1970 grâce à la publication d'ouvrages d'art et de récits de grands explorateurs et navigateurs tels Bernard Moitessier (1925-1994) et Éric Tabarly (1931-1998),.
Elle apprend très jeune à naviguer au club de voile d’Antibes, avec son frère aîné, Jean-Marie, né en 1955, et le benjamin, Hubert, né en 1961. En 1974, à dix-sept ans, elle réussit le baccalauréat et se prépare à devenir médecin. Cependant, elle est victime d'un grave accident de voiture qui la plonge quelque temps dans le coma et lui vaut un pronostic de séquelles à vie, dont une paralysie partielle. Elle reste six mois à l’hôpital de Garches, et contre toute attente, après deux ans, elle se rétablit complètement,, avec l'aide du père jésuite Michel Jaouen.
Pendant sa convalescence, elle effectue sa première traversée de l'Atlantique à dix-huit ans avec le navigateur et écrivain Jean-Claude Parisis,, rencontré en 1976 aux États-Unis et qui fut le grand amour de sa vie.

### Carrière sportive
Florence Arthaud prend part à la première édition de la Route du Rhum à bord du voilier XPérimental, un Frioul 38. Partie le 5 novembre 1978 de Saint-Malo, elle rallie Pointe-à-Pitre après 27 jours, se classant onzième.
En 1986, elle se déroute pour porter assistance à Loïc Caradec. Elle retrouve le catamaran Royale retourné mais sans trace du marin,.
Le promoteur immobilier Christian Garrel finance la construction de son trimaran Pierre 1er,. En août 1990, elle s'attaque au record de la traversée de l'Atlantique Nord à la voile en solitaire d'ouest en est de New York au cap Lizard en Angleterre, détenu par Bruno Peyron. En 9 jours, 21 heures et 42 minutes, elle améliore la performance de près de deux jours.
En novembre de la même année 1990, elle remporte la Route du Rhum, rejoignant Pointe-à-Pitre après 14 jours, 10 heures et 10 minutes,. Elle est la première femme à gagner cette course.
Elle ne parvient toutefois pas à faire construire un nouveau maxi-trimaran pour se lancer dans le défi du trophée Jules Verne, en raison de la crise immobilière dont souffre son sponsor,.
En 1997, Arthaud remporte la Transpacifique comme équipière de Bruno Peyron et dispute la solitaire du Figaro.
En 2001, une tragédie la frappe très durement : sur le bateau familial, son frère aîné se suicide d'un coup de revolver dans une calanque que fréquentait la famille.
En 2002, elle se met en tête de battre le record du tour du monde en solitaire et tente de rassembler des fonds pour racheter le trimaran Sport-Elec, sur lequel a couru Olivier de Kersauson.
Elle participe en 2004 à la transat en double Lorient-Saint-Barth avec Lionel Péan.

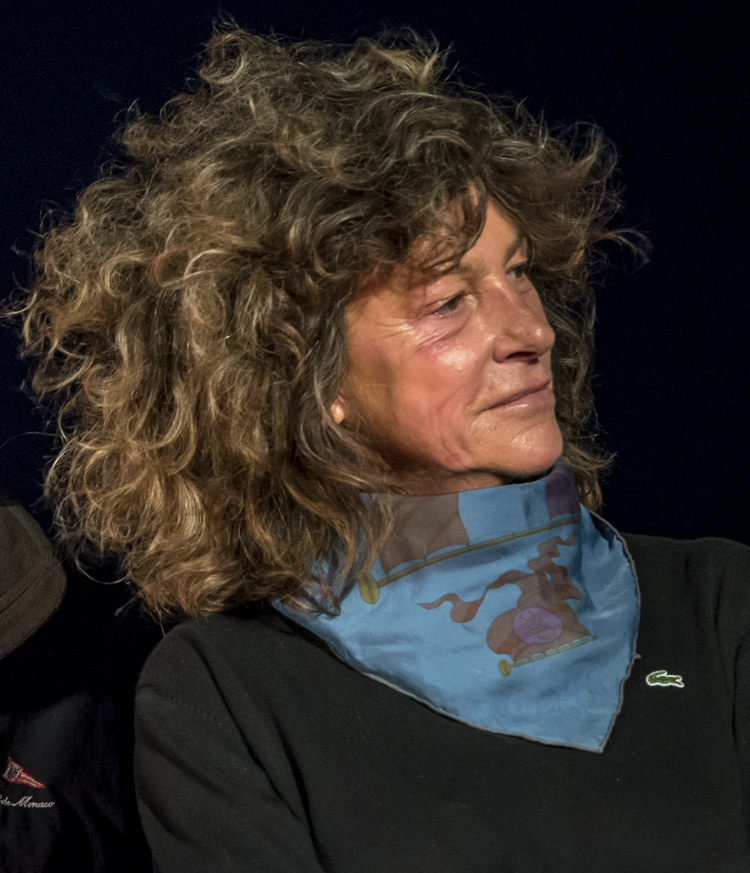
Florence Arthaud en 2014.

Elle court avec Luc Poupon, le frère de Philippe Poupon, ils participent, en 2006, à l'Odyssée Cannes - Istanbul sur monotype Bénéteau Figaro II. L'année suivante, ils disputent la Transat Jacques-Vabre sur un Class40.
En 2010, pour le vingtième anniversaire de sa victoire, elle ne réussit pas à trouver de sponsor : « J'étais un peu dégoûtée. Ils avaient rouvert la course aux grands voiliers. C'était le 20e anniversaire de ma victoire et j'avais l'intention d'y participer sur un immense trimaran, Oman (30 m). Mais je n'ai pas réussi à avoir ce bateau, ils ont préféré le donner à un homme (Sidney Gavignet, qui a abandonné sur avarie). Ça m'a définitivement dégoûtée et je me suis dit "bon, j'arrête !". »
Le 29 octobre 2011, elle tombe de son bateau en pleine nuit au large du cap Corse. Disposant d'une lampe frontale et d'un téléphone portable étanche, Florence Arthaud parvient à appeler sa mère qui prévient son frère. Le CROSSMED est alors alerté, et trois heures vingt minutes après son appel de détresse, elle est récupérée par le biais de la géolocalisation de son téléphone portable. Consciente mais en état d'hypothermie, elle est hélitreuillée vers l'hôpital de Bastia et en sort le lendemain,.

### Vie privée
Florence Arthaud épouse en premières noces Loïc Lingois, un navigateur professionnel né en 1966, avec lequel elle s'installe à Marseille. En 1993, elle met au monde leur fille, Marie.
En 2005, elle se remarie à Porquerolles avec Éric Charpentier, marin lui aussi et ami de longue date, mais l'union ne dure pas non plus. De 2009 à 2015, elle a une relation avec la réalisatrice et productrice Kaya Lokay.
Elle a aussi eu pour compagnon le navigateur Philippe Monnet ainsi qu'une aventure avec Olivier de Kersauson.
Dans son autobiographie, publiée en 2009, Arthaud ne cache rien des jours difficiles, de l'alcool qui lui coûte son permis de conduire en 2010, de la défection des sponsors qui anéantit tous ses projets. Elle trouve du réconfort auprès de l'association La roue tourne, qui vient en aide aux célébrités dans le besoin ou qui ont des difficultés.

### Mort
Florence Arthaud meurt le lundi 9 mars 2015 dans un accident d'hélicoptère survenu en Argentine durant le tournage de l'émission de télévision Dropped. La nageuse Camille Muffat et le boxeur Alexis Vastine meurent également dans cet accident.
Selon ses dernières volontés, Florence Arthaud est crématisée, et ses cendres déposées sur l'île Sainte-Marguerite, en face de Cannes, une cérémonie en mer a eu lieu également.

## Autres activités
En 1989, elle participe à l'album Quelque part… c'est toujours ailleurs de Pierre Bachelet. Cette chanson débute par : « Ce soir-là je me promenais Avenue de l’Océan… »  Pierre Bachelet fait là référence au fait que les parents de Florence possédaient une belle villa au 8, Avenue de l’Océan à Pornichet qui en 1989 a été vendue à un entrepreneur du transport. Elle y interprète trois chansons en duo avec le chanteur : Flo (qu'ils chantent ensemble sur la scène de l'émission de Michel Drucker Stars 90), Typhon (qui est une nouvelle version d'un titre chanté par Bachelet en 1982) et Quelque part… c'est toujours ailleurs). Les paroles décrivent la relation de Florence Arthaud avec la mer.
Son autobiographie, Un vent de liberté, préfacée par Olivier de Kersauson, paraît en 2009. Avant sa mort, Florence Arthaud travaille sur un projet de course réservée aux femmes, dont la première édition doit se dérouler en Méditerranée durant l'été 2015.
L'année qui précède sa disparition, elle travaille avec l'écrivain et dramaturge Jean-Louis Bachelet à l'écriture de nouveaux mémoires. Le livre Cette nuit, la mer est noire, paraît le 19 mars 2015, soit dix jours après sa mort, aux éditions Arthaud.

## Courses
- 2007 :
  - 11e de la Transat Jacques-Vabre sur Deep Blue (Class40) avec Luc Poupon[27]
  - 2e de la Route de l'équateur sur Deep Blue avec Luc Poupon et Alexia Barrier[28]
- 2004 : 27e de la Transat AG2R sur L'Esprit d'équipe avec Lionel Péan[29]
- 2000 : 12e de la Transat AG2R sur Fleury Michon avec Philippe Poupon[30]
- 1998 : 6e de la Transat AG2R sur Guy Cotten - Chattawak avec Jean Le Cam[31]
- 1997 : vainqueur de la Transpacifique avec Bruno Peyron
- 1996 : 2e de la Transat AG2R sur Guy Cotten - Chattawak avec Jean Le Cam[32]
- 1990 :
  - vainqueur de la Route du Rhum sur Pierre 1er en 14 j 10 h 8 min 28 s[2]
  - 3e de la Twostar sur Pierre 1er avec Patrick Maurel[33]
- 1988 : 7e de la Transat anglaise sur Groupe Pierre 1er[34].
- 1986 : 11e de la Route du Rhum sur Énergie et Communication en 23 j 0 h 19 min 56 s[35]
- 1982 : 20e de la Route du Rhum sur Biotherm II en 22 j 5 h 36 min 49 s[36]
- 1981 : 6e de la Twostar sur Monsieur Meuble avec François Boucher[37].
- 1979 : 10e de la transat en double Transat Lorient-Les Bermudes-Lorient sur Biotherm avec Catherine Hermann[38],[39]
- 1978 : 11e de la Route du Rhum sur X.Périmental en 27 j 21 h 46 min 56 s[40]

## Publications
- Fiancée de l'Atlantique, Éditions du Pen-Duick, 1990,  (ISBN 978-2-7373-0811-6).
- Un vent de liberté : Mémoires, préface d'Olivier de Kersauson, Flammarion/Arthaud, 2009, 240 pages,  (ISBN 978-2-7003-0180-9).
- Rencontres avec la mer, Paris, Vents de sable, 2015, 192 pages,  (ISBN 978-2-913252-15-8).
- Cette nuit, la mer est noire, en collaboration avec Jean-Louis Bachelet, Arthaud, mars 2015, 208 pages,  (ISBN 978-2-0813-7968-8).
- Océane, Flammarion/Arthaud, 2021, 272 pages,  (ISBN 978-2-0802-3287-8) (livre de mémoires écrit par Florence Arthaud en 1989).

## Reconnaissance et hommages
Élue championne des champions français par le journal L'Équipe, en 1990, Florence Arthaud est la seule sportive avec Marielle Goitschel à obtenir, à deux reprises (en 1978 et 1990), le prix Monique-Berlioux de l'Académie des sports, récompensant la meilleure performance féminine sportive de l'année écoulée.
Pierre Bachelet a écrit une chanson en 1989 se nommant Flo pour ses exploits.

### Lieux nommés en son honneur
Lors des Fêtes maritimes de Brest en 2016, la ville de Brest donne le nom de Florence Arthaud à la digue du port de plaisance du Moulin-Blanc. En 2022, l'université de Bretagne-Occidentale donne son nom à un de ses amphithéâtres. Un quai de Paris porte son nom : la promenade Florence-Arthaud, dans le 19e arrondissement. En 2025, la ville de Marseille nomme la base nautique olympique, « stade nautique Florence Arthaud ». Il existe de nombreuses rues Florence-Arthaud ailleurs en France :
- aux Sables-d'Olonne, quartier de la Pironnière, anciennement rue du Centre de Château-d'Olonne ;
- à Carnon-Plage (commune de Mauguio), anciennement rue de la Tramontane ;
- à Bordeaux, depuis juin 2021, une allée porte son nom dans le quartier de La Bastide, entre la résidence Riveo et le square Reignier ;
- à Massy, une rue porte son nom dans le quartier Atlantis ;
- à Guipavas ;
- à Mayenne ;
- à Messein ;
- à Rouen ;
- à Douarnenez;
- à Lyon, une passerelle qui traverse la place nautique du quartier de la Confluence porte son nom ;
- à Lorient, l'esplanade où sont érigés les hangars des Ultimes et la Cité de la Voile Eric Tabarly porte son nom[45].

Des écoles portent son nom à Livry-Gargan (Seine-Saint-Denis), à Lesquin (Nord) et Plomodiern (Finistère). Le lycée public maritime de Saint-Malo porte également son nom.

### Cinéma
En 2022, Géraldine Danon réalise un film biographique consacré à la navigatrice, intitulé Flo, projeté hors compétition lors du Festival de Cannes 2023 et sorti le 1er novembre 2023. Stéphane Caillard y incarne le rôle-titre. L'écrivain Yann Queffélec est co-scénariste. La distribution est complétée par Pierre Deladonchamps (dans le rôle du frère de la navigatrice), Maryline Canto (sa mère) et Charles Berling (Jacques, son père). Loup Lamazou, le fils de la réalisatrice et de Titouan Lamazou, incarne son propre père. Le trimaran Pierre Ier, avec lequel elle a remporté la Route du Rhum 1990, est racheté par Philippe Brillault qui le ramène de Hong Kong en France, pour le mettre à disposition de Philippe Poupon et de la réalisatrice. Le voilier est alors renommé Flo et participe à la Route du Rhum 2022 pour rendre hommage à la navigatrice.

### Littérature
- Petit Hérisson rêve de la mer, illustrations Gwendal Blondelle, photographies de Caroline et Rémy Gauvin, Forcalquier, éditions Le Sablier, collection Les p'tits champions de l'environnement, 2015, 44 pages,  (ISBN 978-2-84390-333-5).
- Yann Queffélec, La mer et au-delà, 2020, 256 pages,  (ISBN 978-2-2539-3495-0)[49].
- Pascal Bresson (auteur) et Sophie Ruffieux (illustrations), Florence Arthaud, femme libre, MARAbulles, 2021, BD, 160 pages,  (ISBN 978-2-5011-3307-4).
- Kaya Lokay, Florence Arthaud secrète, Éditions de l'Archipel, novembre 2023, 200 pages  (ISBN 978-2-8098-4493-1).